# Clarkina
Genre
Synonymes
Neogondolella?
Clarkina est un genre éteint de conodontes.
Le nom de genre est un hommage à David Leigh Clark, paléontologue américain.

## Homonymes
Clarkina Soodan, 1975 est un synonyme du nom de genre de concombre de mer préhistorique Soodanella Huddleston, 1982 de la famille des Priscopedatidae.
Clarkina Jordan & Evermann, 1927 est un synonyme du nom de genre de poisson cyprinidé Mylocheilus Agassiz, 1855. Le nom d'espèce Clarkina caurina (Richardson, 1836) est un synonyme de Mylocheilus caurinus (Richardson, 1836).

## Espèces et sous-espèces
- †Clarkina changxingensis
- †Clarkina crofti Kozur & Lucas
- †Clarkina deflecta
- †Clarkina leveni
- †Clarkina orientalis
- †Clarkina postbitteri
  - †Clarkina postbitteri hongshuiensis
  - †Clarkina postbitteri postbitteri
- †Clarkina subcarinata
- †Clarkina wangi.

## Utilisation en stratigraphie
Le sommet du Capitanien (qui est aussi la base de la série du Wuchiapingien et de l'étage du Lopingien) est défini comme la place dans les enregistrements stratigraphiques où Clarkina postbitteri postbitteri fait son apparition.
Le Capitanien contient trois biozones à conodontes :
- zone à Clarkina postbitteri hongshuiensis
- zone à Jinogondolella altudaensis
- zone à Jinogondolella postserrata

Le sommet du Wuchiapingien (qui est aussi la base du Changhsingien) est placé à la première apparition de l'espèce de conodontes Clarkina wangi.